# Vozera Jamnaje
Vozera Jamnaje (vitryska: Возера Ямнае) är en sjö i Belarus.   Den ligger i voblasten Vitsebsks voblast, i den norra delen av landet, 150 km nordost om huvudstaden Minsk. Vozera Jamnaje ligger 153 meter över havet. Arean är 2,1 kvadratkilometer. Den sträcker sig 2,1 kilometer i nord-sydlig riktning, och 1,5 kilometer i öst-västlig riktning.
Omgivningarna runt Vozera Jamnaje är en mosaik av jordbruksmark och naturlig växtlighet. Runt Vozera Jamnaje är det ganska glesbefolkat, med 28 invånare per kvadratkilometer.